# Ioan Serbanescu
Ioan Şerbanescu (1903 - 1971) fue un botánico, agrostólogo, y algólogo rumano.

## Algunas publicaciones

### Libros
- 1939. Flora si vegetatia Masivului Penteleu. 135 pp.

- La abreviatura «Serb.» se emplea para indicar a Ioan Serbanescu como autoridad en la descripción y clasificación científica de los vegetales.[1]
- La abreviatura «Şerb.» se emplea para indicar a Ioan Serbanescu como autoridad en la descripción y clasificación científica de los vegetales.[2]